# Din des oiseaux célèbres
 (juin 2015).
Si vous disposez d'ouvrages ou d'articles de référence ou si vous connaissez des sites web de qualité traitant du thème abordé ici, merci de compléter l'article en donnant les références utiles à sa vérifiabilité et en les liant à la section « Notes et références ».
Din of Celestial Birds est un court métrage expérimental américain écrit, produit et réalisé par E. Elias Merhige en coopération avec le groupe de production de Q6, un collectif d'artistes et philosophes, sorti en 2006.
Le film traite de la notion d'évolution ainsi que la naissance de la conscience. Il est le deuxième d'une trilogie non officielle de films expérimentaux, le film précédent étant Begotten (1991), qui lui traite de la création vue selon le récit biblique de la Genèse. Stephen Charles Barry, apparaissant comme « Fils de la Terre » dans Begotten, devient dans Din of Celestial Birds le Fils de la Lumière.

## Synopsis
Le film commence avec la phrase « Bonjour et bienvenue... ne pas avoir peur... être consolée... souvenir... notre origine... » et entreprend de dépeindre la première formation violente de la matière à partir du néant. Puis, après un voyage d'hyper-accélérée à travers l'évolution de la vie et de la terre, le film culmine avec la naissance d'un pseudo-humanoïde embryonnaire qui atteint une certaine source inconnue.